# El vividor
El vividor (títol original en anglès: The Hustler) és una pel·lícula estatunidenca de Robert Rossen estrenada el 1961 i doblada al català.

## Argument[2]
Eddie el Ràpid és un lladregot al billar. Fa veure que no en sap per fer pujar les apostes, per després plomar els seus adversaris. Però el seu somni més car és vèncer el campió Minnesota Fats.

## Repartiment
- Paul Newman: Eddie Felson, anomenat "Eddie el ràpid"
- Jackie Gleason: Minnesota Fats
- George C. Scott: Bert Gordon
- Myron McCormick: Charlie Burns
- Piper Laurie: Sarah Packard
- Murray Hamilton: Findlay
- Michael Constantine: Big John
- Stefan Gierasch: el predicador
- Jake LaMotta: un cambrer
- Vincent Gardenia: un cambrer

## Premis i nominacions[calcitació]

### Premis
- 1962. Oscar a la millor direcció artística per Harry Horner i Gene Callahan[3]
- 1962. Oscar a la millor fotografia per Eugen Schüfftan[3]
- 1962. BAFTA a la millor pel·lícula
- 1962. BAFTA al millor actor Paul Newman

### Nominacions
- 1962. Oscar al millor actor per Paul Newman[3]
- 1962. Oscar al millor actor secundari per Jackie Gleason[3]
- 1962. Oscar a la millor actriu per Piper Laurie[3]
- 1962. Oscar al millor actor secundari per George C. Scott[3]
- 1962. Oscar a la millor pel·lícula[3]
- 1962. Oscar al millor director per Robert Rossen[3]
- 1962. Oscar al millor guió adaptat per Sidney Carroll i Robert Rossen[3]
- 1962. BAFTA a la millor actriu per Piper Laurie
- 1962. Globus d'Or al millor actor dramàtic per Paul Newman
- 1962. Globus d'Or al millor actor secundari Jackie Gleason
- 1962. Globus d'Or al millor actor secundari George C. Scott

## Al voltant de la pel·lícula
- 25 anys més tard, Martin Scorsese posa de nou en escena el personatge d'Eddie, sempre interpretat per Paul Newman, a El color dels diners (The Color of Money, 1986): Eddie busca un delfí per succeir-li, interpretat per Tom Cruise.